# Веретьево
Веретьево — деревня в составе Темпового сельского поселения Талдомского района Московской области. Население — 9 чел. (2010).

## Расположение
Расположена на левом берегу реки Дубны до впадения в неё Сестры, рядом с деревнями Филиппово, Иванцево, Стариково, и на правом берегу Платунино, Бережок (Московская область). Деревня Кутачи находится в 3 км на восток по реке.
С районным центром, городом Талдом, связывает асфальтовая дорога, выходящая на трассу Р112, расстояние до Талдома 16 км. Ходят регулярные автобусные рейсы Талдом-Веретьево. В 3,5 км к юго-западу по просёлочной дороге находится платформа 119 км Савёловского направления МЖД.
Рядом с деревней находятся арт-лагерь «Веретьево» (на месте бывшего пионерского лагеря) и экопарк «Веретьево», специализирующийся на рыбной ловле.

## История

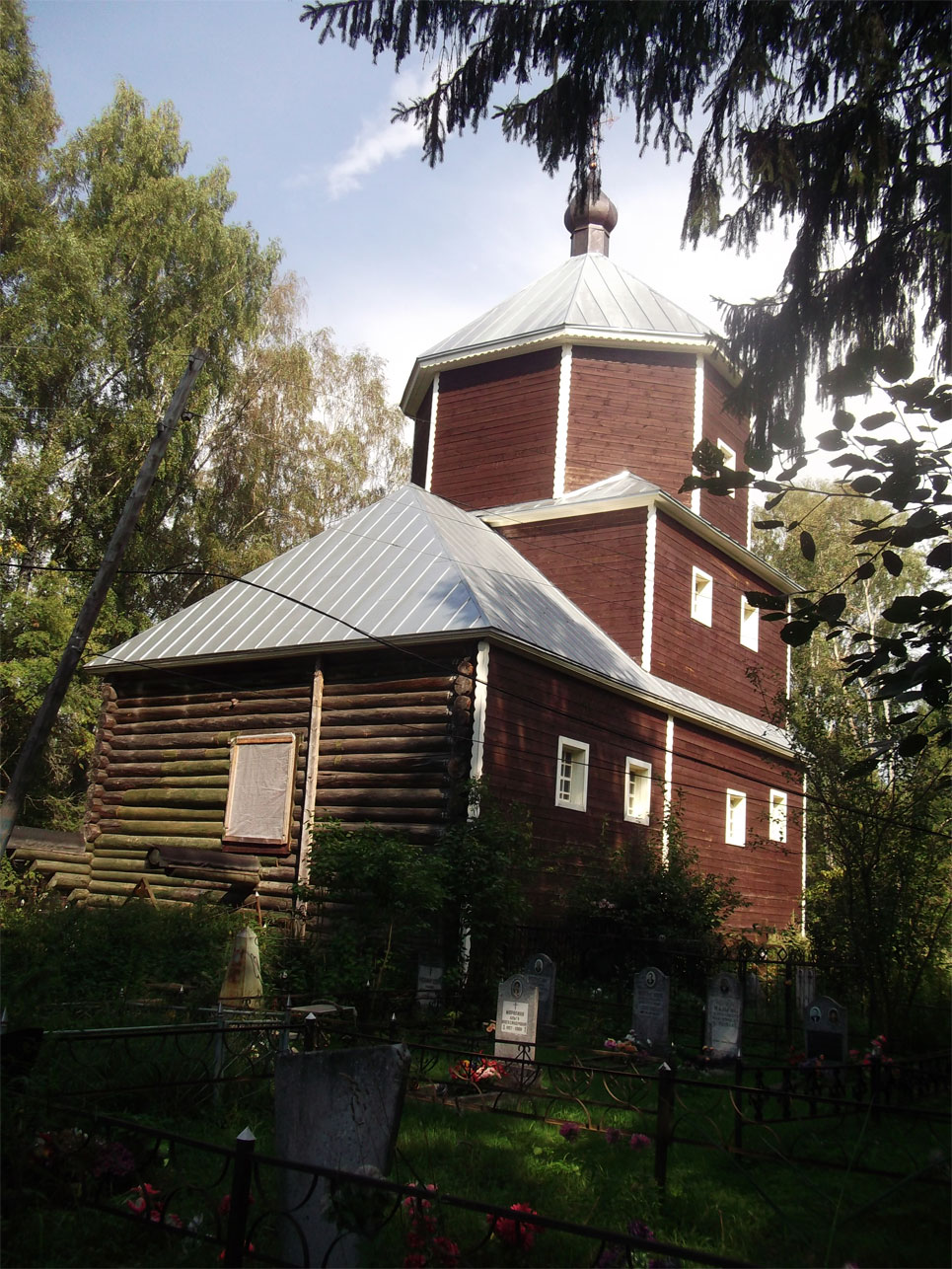
Георгиевская церковь в Веретьево. 2012 год

По переписным книгам 1627—1628 годов село Веретье-Кутач на реке Дубне и речке Паз относится к вотчине Дмитровского Борисоглебского монастыря. При селе монастырский двор и Георгиевская церковь на погосте между речками Дубна и Паз. Примыкающие к селу деревни: Меледино на речке Паз, Иванцево и Кутач на Дубне, Стариково на Дубне и речке Пердошь, Горелуха, Юдино и Страшево на Дубне. Также починки: Власовский на реке Кунем-Вязье, Матюков, Михайлов, Ортёмово-Займище, Мытня-Зрихин, Мытня-Ольховичная, Грива, Жилин, Косяков, Мининский, Назимец, Поздичей, Усачёвский, Харкино, Хватков, Фурсов на Дубне, Яринский. Бывшие населённые пункты после польско-литовской интервенции (пустоши): Головинец на Сестре, Стрелка и Романцево на Дубне, Гридинская, Доронино, Легкоруково, Метково, Холм, Пронинская и Деренская по реке Кунем, Куничино-Раменье и Яковлевский починок, Баранов починок, Втыкилево, Зубарево, Корысть, Ларкино, Мелентьев починок, Овинище, Тихоновская, Жуково-Займище, Ольховик, Зобово, Гарево, Карпова, Кривовская, Климова, Обрамова, Короваевская на речке Пердошь, Ковригино, Костино, Лаврово, Пановка. И пустоши: Борок на Кунем и Кривец на Дубне.
Всего: сельцо и погост с церковью, 7 деревень, 21 починок, 35 пустошей. Итого: 26 дворов и 38 человек. По переписным книгам 1678 года уже значится село Веретье с деревнями. Были из пустошей восстановлены деревни: Жуково-Займище, Кривец на ней была устроена мельница в 3 жернова, Ольховик на речке Ольховке, Зобово, Яринский починок (Яфимино), Легкоруково (Филиппово), Стрелка. Часть других пустошей были распаханы под пашни, часть получила новые названия. Всего: 80 дворов без учёта монастырского с 339 жителями.
В 1764 году после секуляризации церковных земель переходит в собственность Государственную коллегию экономии.
Из истории известно следующее:
Казенная деревня на р. Дубна. В 1862 году состояла из 24 дворов, проживало 155 человек. В 1890 году проживало 183 человека.
В советское время до войны в деревне была больница, позднее на её месте появился пионерский лагерь для дубненских школьников.
До муниципальной реформы 2006 года входила в Юдинский сельский округ.

## Население
| 1859 | 1890 | 1926 | 2002 | 2006 | 2010 |
| ---- | ---- | ---- | ---- | ---- | ---- |
| 155  | ↗183 | ↘134 | ↘3   | ↘1   | ↗9   |

## Достопримечательности
В деревне находилась церковь Георгия Победоносца «Старый Егорий» — памятник деревянного зодчества, охраняемый государством, как объект культурного наследия. Построена была в 1778 году. В 2012 году церковь сгорела.